# Штуцер (деталь трубопровода)

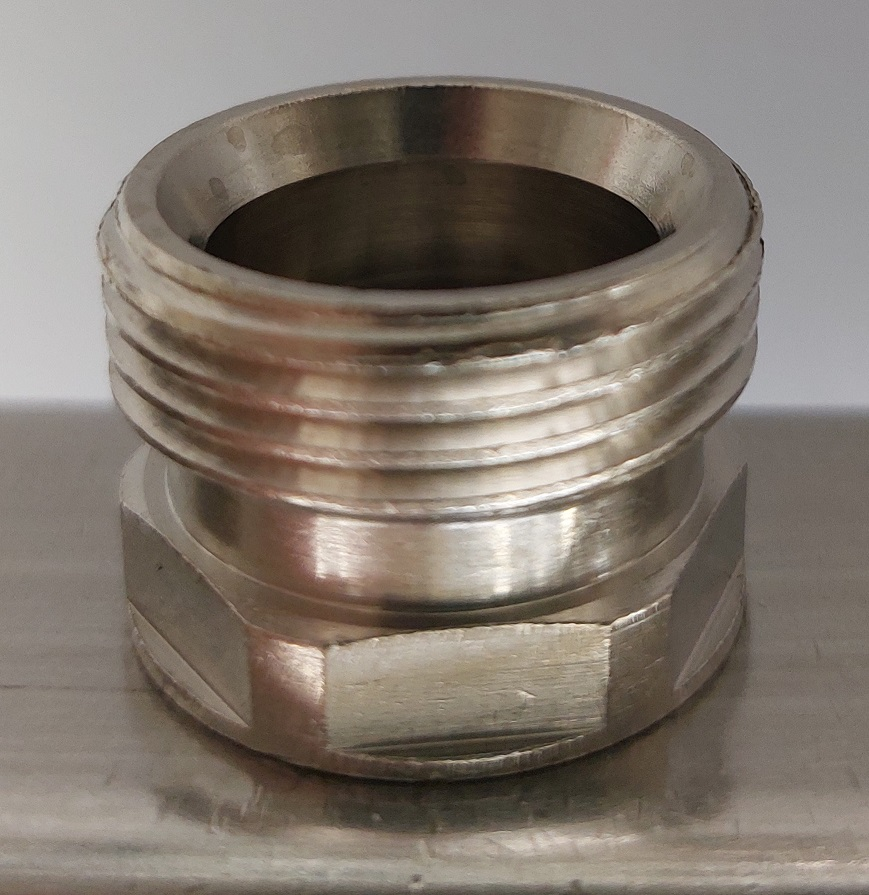
Ввертной штуцер соединения с линзовым уплотнением (евроконус) на коллекторе отопления

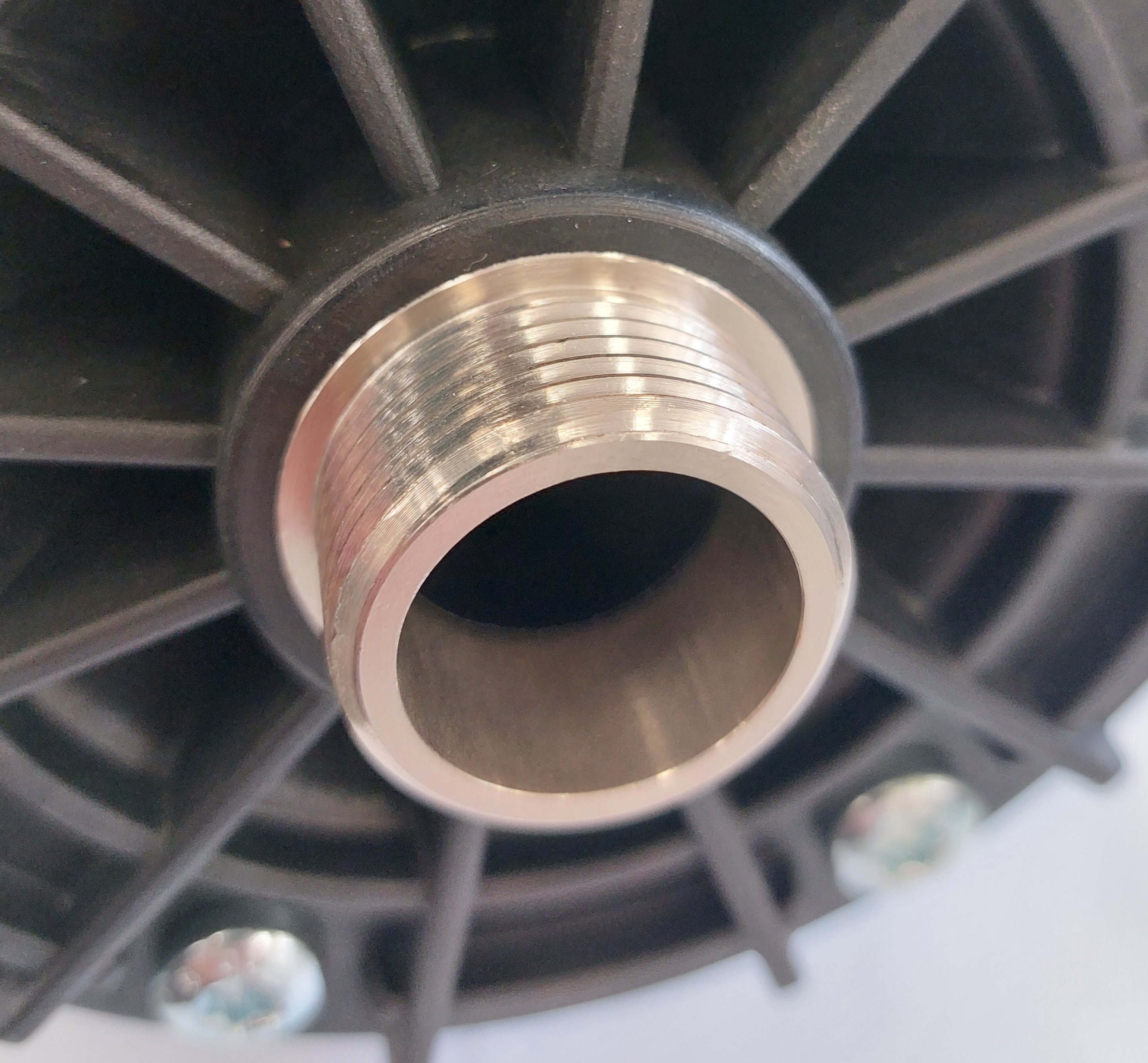
Штуцер гидроаккумулятора

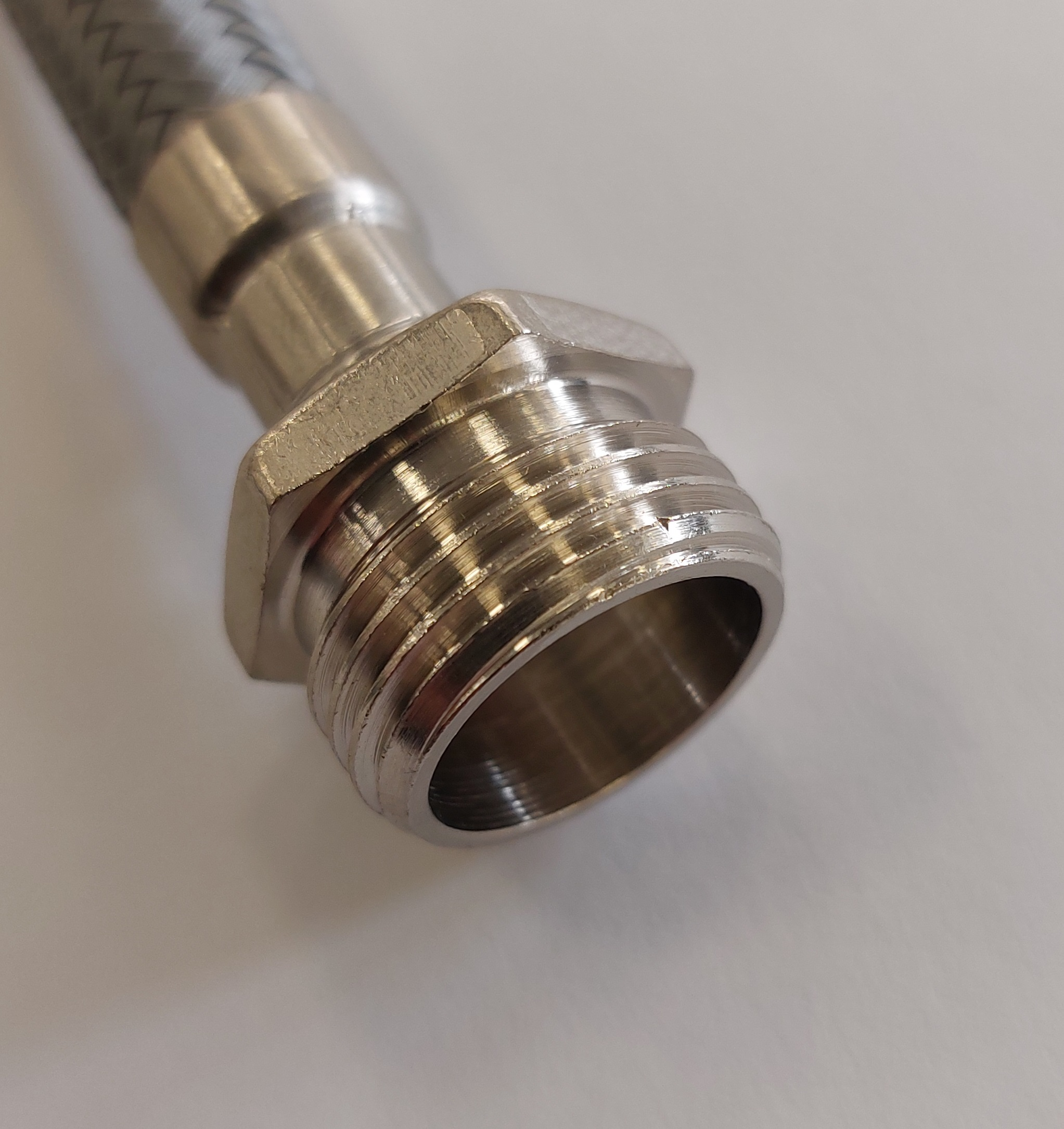
Штуцер гибкой подводки

Шту́цер (от нем. stutzen «обреза́ть коротко, укоротить») — патрубок для соединения трубопровода, ёмкостей, вентилей и других деталей в газовых и жидкостных системах, предназначенный преимущественно для соединений с торцевым уплотнением (ГОСТ 22792-83 "Сборочные единицы и детали трубопроводов", ОСТ 5890-78 "Соединения труб штуцерно-торцовые")
Название штуцер используют, чтобы выделить патрубки с резьбовым соединением среди прочих и чтобы отличить таковые с наружной резьбой от таковых со внутренней, называя последние патрубками с гайкой. В сантехнике для обозначения внутренних и внешних резьб различных фитингов названия штуцер и гайка сокращают, употребляя сочетания, например, ГШШ, ГШГ и т. д.
Штуцерами называют также патрубки для выпуска газа или жидкости из системы, в том числе предназначенные для измерения давления.
ГОСТ 22792-83 "Сборочные единицы и детали трубопроводов" описывает как штуцер патрубок с наружной резьбой и проточкой под линзовое уплотнение с одной стороны и подготовленный для сварки с другой стороны. 
ГОСТ 5890-78 "Соединения труб штуцерно-торцовые" описывает как штуцер патрубок 
1) с наружной резьбой с одной стороны и отрезком трубы для соединения встык с сдругой стороны;
2) с наружной резьбой с одной стороны и обоймой, предназначенной для облегания трубы (соединение внахлёстку) с другой стороны;
3) с наружной резьбой с обеих сторон.